# 왓 해브 유 돈 투 솔란지?
왓 해브 유 돈 투 솔란지?(Cosa avete fatto a Solange?, What Have You Done to Solange?)는 독일(구 서독)에서 제작된 마시모 달라마노 감독의 1972년 공포, 미스터리, 스릴러 영화이다. 파비오 테스티 등이 주연으로 출연하였다.

## 출연

### 주연
- 파비오 테스티
- 카린 발

### 조연
- 조아킴 퍼치스버거
- 크리스티나 갈보
- 카밀 키톤